# Badamia exclamationis
Espèce
Badamia exclamationis est une espèce de lépidoptères (papillons) de la famille des Hesperiidae, de la sous-famille des Coeliadinae et du genre Badamia.

## Dénomination
Badamia exclamationis a été nommé par Johan Christian Fabricius en 1775.

### Nom vernaculaire
Badamia exclamationis se nomme Brown Awl en anglais.

## Description
C'est un papillon qui présente la forme caractéristique des Hesperiidae, massif avec les ailes positionnées en V et au profil triangulaire. Il est de couleur marron terne avec une ornementation de quelques petites marques blanches au centre des antérieures et des postérieures incurvées formant une pointe

### Chenille
La chenille est jaune avec des marques foncées.

## Biologie
C'est un migrateur. En 1942 en Australie une très importante migration a été rapportée.

### Plantes hôtes
Les plantes hôtes de sa chenille sont des Ficus, des Combretum dont Combretum ovalifolium, Linociera purpurea, des Terminalia dont Terminalia belerica, Terminalia catappa, Terminalia oblongata,.

## Écologie et distribution
Badamia exclamationis est présent en Asie, Inde dont aux îles Andaman, Sri Lanka, Birmanie, Chine dans le Yunnan, Japon et en Océanie, en Australie et en Nouvelle-Calédonie à Grande Terre et aux îles Loyauté,,.

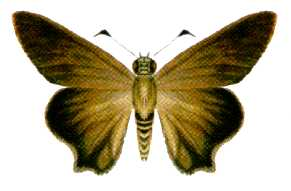
Badamia exclamationis

### Biotope
Il réside dans la forêt.

### Protection
Pas de statut de protection particulier.

## Philatélie
La poste des îles Samoa a émis un timbre à son effigie en 1986.